# Euphyia zara
Euphyia zara là một loài bướm đêm trong họ Geometridae.